# Legato
Die musikalische Vortragsanweisung legato (deutsch „gebunden“) gibt an, dass aufeinander folgende Töne einer Stimme ohne Unterbrechung erklingen sollen. Sie wird durch einen Bindebogen über den Noten oder – bei längeren Passagen – durch die ausgeschriebene Anweisung legato verlangt.

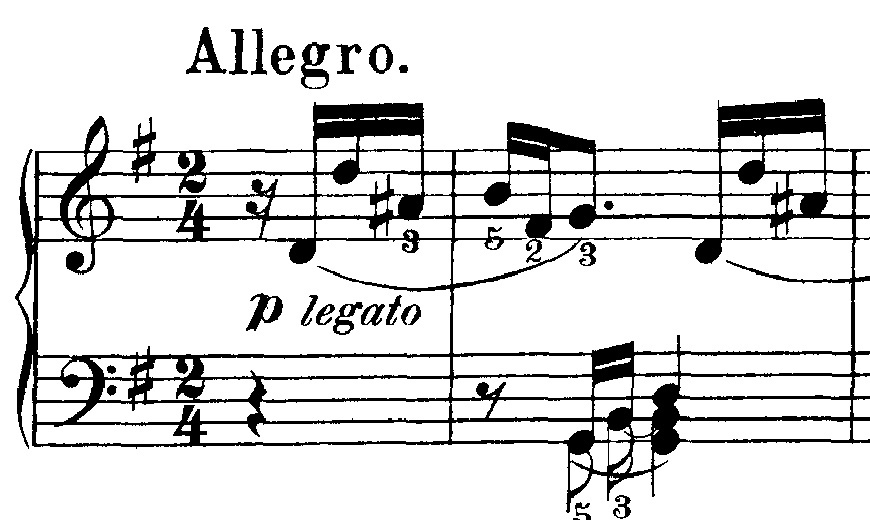
Notation des Anfangs der 10. Klaviersonate von Ludwig van Beethoven: Unter der oberen Notenzeile finden sich Bindebögen und die Spielanweisung legato, unter der unteren Notenzeile Haltebögen.

Eine ähnliche Funktion hat der Haltebogen (auch: Ligatur). Er verbindet aufeinander folgende Noten gleicher Tonhöhe – z. B. über einen Taktstrich hinweg – zu einem einzigen Ton.
Vom Legatospiel, bei dem weiterhin einzelne Töne erklingen, ist die gleitende Tonhöhenveränderung – das Glissando – abzugrenzen.
Das Gegenteil des Legatos ist das Staccato.

## Spieltechnik

### Tasteninstrumente
Das Legato wird auf Tasteninstrumenten realisiert, indem eine Taste erst dann losgelassen wird, wenn die nächste angeschlagen wird. Dazu sind teils auch die Spieltechniken des Über- und Untersetzens sowie der stumme Fingerwechsel nötig. Das Legato war im Barock und in der frühen Klassik nicht die normale Spielweise, sondern wurde nur für kurze Passagen verwendet und löste erst im frühen 19. Jahrhundert das Non legato als Grundanschlag ab.

#### Klavier
Beim Klavier gibt es außerdem die so genannte „Pedalbindung“. Damit kann ein Legato auch dann erreicht werden, wenn die Hand die Position wechseln muss oder wegen zu großer Stimmenzahl eine „Fingerbindung“ nicht mehr möglich ist. Bei der Pedalbindung wird das rechte Pedal zusammen mit dem Tastenanschlag oder unmittelbar danach getreten und bis zum nächsten Anschlag gehalten. Statt des rechten Pedals kann auch – falls vorhanden – das (mittlere) Tonhaltepedal getreten werden. Hierbei entsteht, anders als beim rechten Pedal, keine Resonanzanregung anderer Saiten. Diese Technik empfiehlt sich daher, wenn ein besonders klarer, „trockener“ Klang erwünscht ist.
Das Legato entwickelte sich (vor allem durch den Einfluss Beethovens) um 1800 zu einer gängigen Artikulationsart beim Klavierspiel.

#### Orgel
Beim Orgelspiel mussten die beschriebenen Legato-Techniken besonders genau eingehalten werden, da der Ton nicht langsam verklingt und daher ein Absetzen zwischen zwei Tönen deutlicher zu hören ist als beispielsweise auf dem Klavier. Je nach Art der Spieltraktur kann die zum Halten eines Tones nötige Fingerkraft bei der Orgel deutlich höher sein als bei anderen Tasteninstrumenten. Als besondere Regel trat schließlich die note commune („gemeinsame Note“) hinzu: Eine Note, die von einer Stimme in eine andere wechselt, wurde wie mit einem Haltebogen gebunden gespielt, um den Neuanschlag zu vermeiden.
Beim Pedalspiel sind verstärkt der Absatz des Fußes, stumme Fußwechsel sowie das Gleiten des Fußes von einer Taste zur nächsten einzusetzen.
Die hier beschriebene Spieltechnik ist heute nicht mehr allgemein verbreitet, auch wenn sie vereinzelt noch so gelehrt wird. Insbesondere für die Orgelmusik der Romantik wird die Kenntnis dieser Spieltechnik vorausgesetzt.
Da einige Töne erst nach einem längeren Einschwingvorgang stabil erklingen, muss beim Legato-Orgelspiel der Folgeton manchmal schon angeschlagen werden, bevor die vorherige Taste losgelassen wird.

### Streichinstrumente
Auf Streichinstrumenten wird das Legato dadurch realisiert, dass die betreffenden Noten ohne Anhalten, Absetzen oder Richtungswechsel des Bogens, also „auf einen Strich“ gespielt werden.

### Blasinstrumente
Das Legato auf Blasinstrumenten erreicht man, indem zwischen den zu bindenden Tönen kein Zungenstoß erfolgt, der Luftstrom also nicht unterbrochen wird.

### Zupfinstrumente
Bei Zupfinstrumenten kann mit Hilfe der Legatotechnik eine Tonfolge flüssig gespielt werden, ohne jeden Ton anzuschlagen. Bei der Gitarre unterscheidet man drei Legato- bzw. Bindungstechniken:
- Aufschlagsbindung oder Hammer-on: Hierbei wird ein höherer Ton als der gerade schon klingende durch ein starkes, schnelles Aufsetzen („Hämmern“) eines Fingers der Greifhand erzeugt.
- Abzugsbindung oder Pull-off: Der neue Ton wird durch das schnelle seitliche Wegziehen eines Greiffingers von der Saite erzeugt. Es wird also quasi mit der Greifhand die Saite gezupft. (Beim Tapping gibt es auch ein „Right Finger Pull-off“[5]).[6]

Diese beiden Techniken funktionieren am einfachsten, wenn nur eine einzige Note an die vorhergehende zu binden ist. Es ist auch möglich, Hammer-on und Pull-off in längeren Tonfolgen zu kombinieren, bei denen nur wenige oder gar keine Töne angeschlagen werden. Voraussetzung für diese Legato-Spielweise ist eine möglichst niedrige Saitenlage.
Werden zwei Töne gleichzeitig gebunden, spricht man von Doppelaufschlag bzw. Doppelabzug.
- Slide, als klingender Lagenwechsel eine weitere Bindungstechnik:[8] siehe Glissando